# Ángulo de rotación

El ángulo de rotación desde el rayo negro al segmento verde es de 60°, desde el rayo negro al segmento azul es de 210° y desde el segmento verde al azul es de 210°–60°=150°. Una rotación completa alrededor del punto central es igual a 1 vuelta, 360° o 2π radianes

En matemáticas, el ángulo de rotación es una medida del giro de una figura alrededor de un punto fijo, a menudo el centro de una circunferencia. Es un elemento fundamental en el sistema de coordenadas polares y en la trigonometría, así como en todos los campos de la ciencia y la tecnología (como la física, y especialmente la mecánica y la astronomía; la topografía y la cartografía; o la química, con el estudio de la estructura de todo tipo de moléculas, como las proteínas), donde interviene la medición y el cálculo de giros. Su estudio sistemático tiene su origen en la Grecia clásica, aunque egipcios y babilonios ya manejaban unidades angulares de forma práctica con anterioridad.

## Ángulo de rotación origen
El ángulo de rotación siempre se mide entre dos orientaciones, que comparten un punto fijo común respecto al que se verifica un giro, considerándose una de ellas el origen de la rotación (normalmente una orientación que se mantiene fija), y siendo la otra dirección la que determina el ángulo de rotación con respecto a la primera.
Cuando se mide la orientación absoluta de un solo eje, en realidad se está midiendo su ángulo de rotación con respecto a una dirección de referencia arbitraria. Así, cuando se utilizan grados sexagesimales, si no se indica algo diferente, este eje de referencia arbitrario coincide con el eje x de un sistema de coordenadas cartesianas; mientras que en topografía es habitual medir las orientaciones respecto al norte, coincidente con el eje y.

## Sentidos de rotación
Una rotación en el sentido de las agujas del reloj se considera una rotación negativa, por lo que, por ejemplo, una rotación de 310° (en sentido contrario a las agujas del reloj) también se puede llamar una rotación de –50° (dado que 310° + 50° = 360° es una rotación completa (vuelta)). Una rotación en sentido contrario a las agujas del reloj de más de una vuelta completa se mide normalmente en módulo 360°, lo que significa que se resta 360° tantas veces como sea posible para dejar una medición no negativa de menos de 360°.

## Unidades de medida
Los ángulos se miden comúnmente en grados, radianes, gonios y vueltas, pero también en milésimas angulares y en radianes binarios.

## Medición
Por ejemplo, las cabinas de una noria se mueven describiendo una circunferencia alrededor del punto central, donde se apoya su eje. Si una cabina completa una vuelta alrededor de la rueda una vez, el ángulo de rotación es de 360 grados. Si se para en la parte superior de la rueda, considerando que ha empezado a girar cuando estaba abajo, en ese punto su ángulo de rotación será de tan solo 180 grados.